# Geoankieta
Geoankieta – jedna z form prowadzenia konsultacji społecznych on-line, możliwa do zastosowania np. podczas procesu planowania przestrzennego. Odpowiedzi udzielane są przez ankietowanych przy wykorzystaniu map. Jest to narzędzie konsultacyjne, które pozwala poznać i zrozumieć preferencje mieszkańców, dowiedzieć się jak korzystają oni z przestrzeni i jak ją oceniają. Geoankieta jest pomocna przy poznaniu opinii tzw. „cichej większości”, czyli osób zazwyczaj mniej zaangażowanych, lecz zainteresowanych realizowanym projektem np. urbanistycznym czy rewitalizacyjnym.
Głównym celem konsultacyjnym geoankiety jest zebranie doświadczeń i wizji dotyczących danego obszaru. Jest to narzędzie, które pomaga w zbieraniu informacji, identyfikowaniu i zrozumieniu problemów, poszukiwaniu odpowiedzi na nurtujące pytania, np. jak funkcjonują konkretne ulice, w jaki sposób przemieszczają się mieszkańcy. Pomaga również w diagnozowaniu aktualnej sytuacji i podejmowaniu decyzji na temat zmian.

## Sposób zastosowania
Geoankieta to narzędzie internetowe, za pomocą którego zaznacza się punkty, linie i obszary, odpowiadając na pytania lub nanosząc komentarze lub respondent proszony jest o samodzielne narysowanie obieku kartograficznego. W ten sposób zaznacza się swoje odpowiedzi (np. miejsca najczęściej odwiedzane, te które powinny zachować swoje dotychczasowe funkcje, czy preferowane kierunki zmian), które zapisywane są w bazie danych GIS. Geoankiety zawierają różnego rodzaju pytania, w tym otwarte, zamknięte, wielokrotnego i jednokrotnego wyboru, a także pytania dotyczące lokalizacji. Zazwyczaj są anonimowe, a jej wypełnianie może być też wspomagane przez ankieterów. Często towarzyszą im również różnego rodzaju warsztaty, spotkania i inne działania związane z konsultacjami.

## Zalety
Zaletą geoankiety jest fakt, iż daje ona możliwość dotarcia do licznej grupy osób (niewspółpracujących ze sobą), przy jednoczesnej dużej swobodzie uczestnictwa w procesie konsultacji. Partycypować może każdy posiadający dostęp do internetu. Geoankieta pozwala również na zestawienie danych niemożliwych do zebrania podczas klasycznych form konsultacji takich jak warsztaty, czy wysyłka wiadomości drogą e-mailową. Możliwość prezentowania informacji w formie wizualnej ułatwia jednocześnie podejmowanie decyzji, zwłaszcza w dziedzinie urbanistyki, planowania, transportu czy rewitalizacji.

## Wady
Główną wadą geoankiety jest to, iż może być ona niedostępna dla grupy osób wykluczonych cyfrowo. Wymaga ona również podstawowych umiejętności obsługi map oraz aplikacji internetowych. Co więcej, geoankieta jest jednostronnym kanałem informacji biegnącym od mieszkańców do decydentów.

## Przykłady zastosowań w Polsce
Geoankieta jest narzędziem konsultacji społecznych coraz częściej wykorzystywanym przez włodarzy miast. Oto przykłady zastosować geoankiety w różnych procesach decyzyjnych:
- Projekt badawczy preferencji mieszkańców dotyczących planu miejscowego "Park Kasprowicza" w Poznaniu[11].
- "Licz na zieleń – partycypacyjne zarządzanie przyrodą w mieście"[12].
- Konsultacje społeczne w ramach tworzenia nowego Studium uwarunkowań i kierunków zagospodarowania przestrzennego m.st. Warszawy[13].
- Projekt badawczy preferencji mieszkańców dotyczących przebudowy Rynku Łazarskiego w Poznaniu[14].
- "Rowerem do Szkoły" projekt edukacyjne Stowarzyszenia Rowerowy Poznań[15].
- Konsultacje społeczne w ramach tworzenia Kodeksu reklamowego dla gminy Nysa[16].
- WeźSięZaZieleń - konsultacje społeczne dotyczące terenów zieleni w mieście Konin[17][18]

## Dostępne na rynku narzędzia
W 2022 roku uruchomiona została platforma Voxly.pl służąca do samodzielnego wykonywana geoankiet, posiadająca możliwość używania kilkunastu rodzajów pytań mających odniesienie przestrzenne, poprzez wskazywanie gotowych obiektów na mapie lub samodzielne rysowanie obiektów kartograficznych przez respondentów.  Aplikacja LopiAsk jest przykładem geoankiety, która została z powodzeniem wykorzystana w wielu wdrożeniach w Polsce. 